# Qasr el Yahud

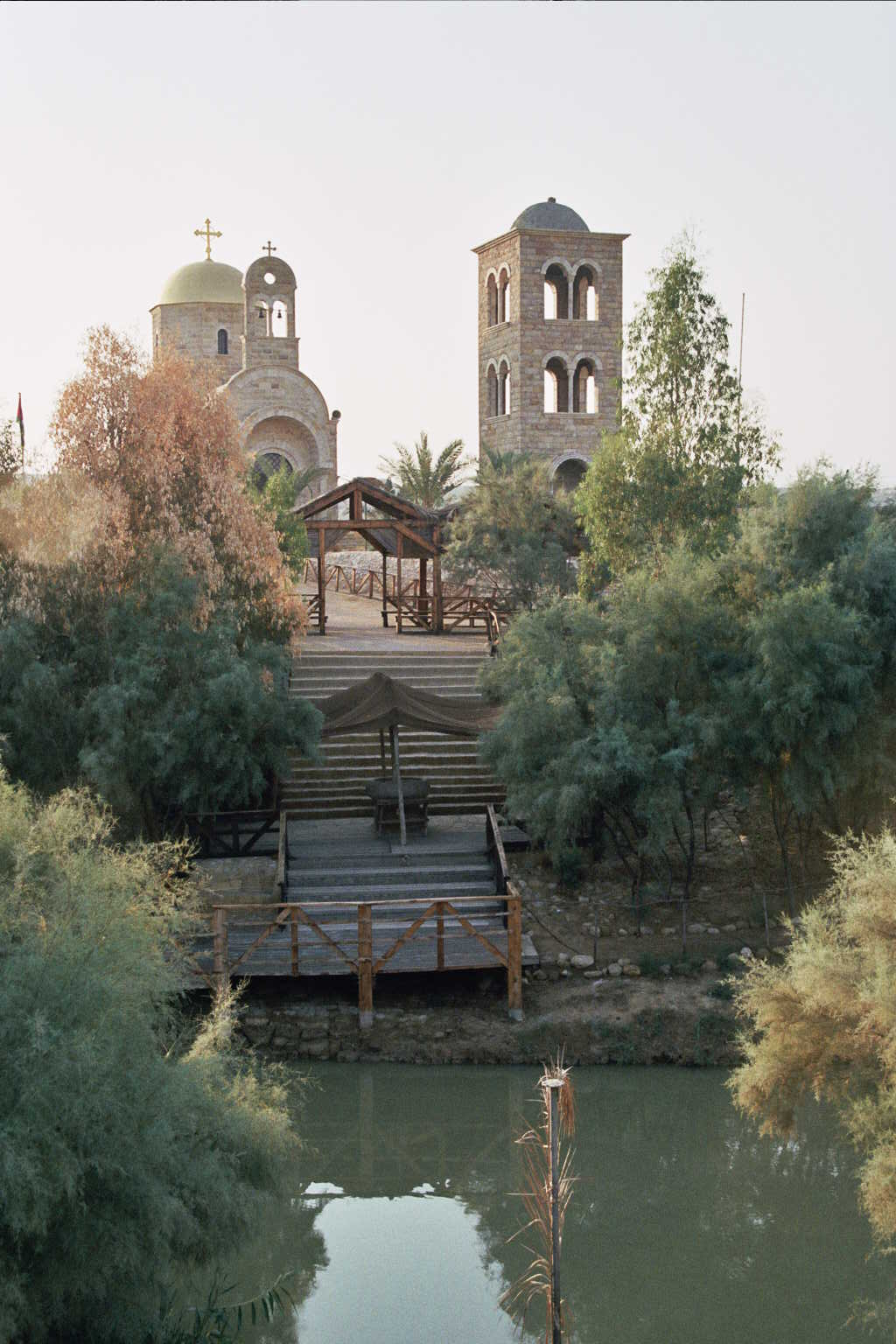
Dopplatsen vid Qasr el Yahud.

Qasr el Yahud (på arabiska: قصر اليهود; även Kasser/Qasser al Yahud/Yehud, "judarnas slott", på hebreiska קאסר אל יהוד) är det officiella namnet på en plats för dop i floden Jordan på Västbanken som Palestina gjort anspråk på och som är under israelisk ockupation. Området administreras av den israeliska civilförvaltningen och det israeliska departementet för turism som en del av en israelisk nationalpark.
Stället är den västra delen av den traditionella plats där Jesus döptes av Johannes Döparen (Matteus 3:13-17), på arabiska Al-Maghtas, ett namn som historiskt användes för pilgrimsplatsens båda sidor av floden. Enligt traditionen är detta den plats där israeliterna korsade Jordan och profeten Elia for upp till himlen.